# 奇戈林防御
奇戈林防御是國際象棋開局翼弃兵的一種，走法為：1.d4 d5 2.c4 Nc6